# Vrača se pomlad
Vrača se pomlad je album v živo Godbe na pihala Črnomelj, posnet na koncertih maja 2005 in junija 2007 v športni dvorani OŠ Mirana Jarca v Črnomlju.
Izšel je leta 2009 na glasbeni CD plošči.
Naslov nosi po istoimenski popevki iz leta 1977 (posnetek 13), ki jo je uglasbil Silvester Stingl na besedilo Elze Budau.

## Seznam posnetkov
| CD              | CD                            | CD              | CD              | CD                 | CD      |
| Št.             | Naslov                        | Besedilo        | Glasba          | Priredba           | Dolžina |
| --------------- | ----------------------------- | --------------- | --------------- | ------------------ | ------- |
| 1.              | „Ljubim te, Slovenija‟        | O. Pestner      | O. Pestner      | V. Mustajbašić     | 4:16    |
| 2.              | „Zato sem noro te ljubila‟    | M. Košuta       | J. Privšek      |                    | 4:11    |
| 3.              | „Mary Ann‟                    | F. Lainšček     | O. Pestner      | J. Privšek         | 3:58    |
| 4.              | „Šuštarski most‟              | G. Strniša      | M. Wilshaw      | J. Privšek         | 2:22    |
| 5.              | „Zlato sonce in črna reka‟    | D. Velkaverh    | O. Pestner      | J. Privšek         | 4:45    |
| 6.              | „Ljubljanski zvon‟            | E. Budau        | N. Kalogjera    |                    | 3:20    |
| 7.              | „Mati, bodiva prijatelja‟     | D. Velkaverh    | J. Privšek      | L. Krajnčan        | 3:38    |
| 8.              | „Na vrhu Nebotičnika‟         | G. Strniša      | O. Pestner      | V. Mustajbašić     | 2:25    |
| 9.              | „Vse je lepše, ker te ljubim‟ | E. Budau        | B. Adamič       | L. Leško           | 3:59    |
| 10.             | „Mini – maxi‟                 | D. Velkaverh    | J. Privšek      |                    | 2:25    |
| 11.             | „30 let‟                      | D. Porenta      | J. Privšek      | L. Leško           | 4:13    |
| 12.             | „V Ljubljano‟                 | S. Makarovič    | A. Soss         | V. Mustajbašić     | 2:40    |
| 13.             | „Vrača se pomlad‟             | E. Budau        | S. Stingl       | J. Privšek, P. Per | 4:29    |
| Skupna dolžina: | Skupna dolžina:               | Skupna dolžina: | Skupna dolžina: | Skupna dolžina:    | 47:07   |

## Sodelujoči

### KUD Godba na pihala Črnomelj
- Tone Kralj – dirigent

### Pevca
- Oto Pestner – vokal na posnetkih 1, 3, 5, 7, 9, 11 in 13
- Alenka Godec – vokal na posnetkih 2, 4, 6, 8, 10 in 12

### Produkcija
- Dominik Krt – producent, oblikovanje zvoka
- Tone Kralj – producent
- Gregor Hutar – fotografije
- Robert Glazer – oblikovanje
- Dream studio Krt – snemanje, masteriranje
- Studio Dataprint Kamnik – priprava za tisk
- Racman AVS Ljubljana – tisk in izdelava